# Vulkanismus

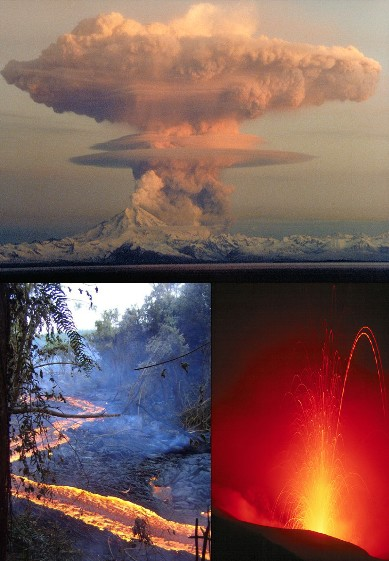
Několik druhů vulkanických projevů

Vulkanismus nebo také povrchový či extruzivní magmatismus[zdroj?] je souhrn projevů vnitřní energie planety, který se vyznačuje zejm. pronikáním plynů a magmatu (ve formě lávy či pyroklastik) na povrch, a to jak na souši, tak i na mořském dně. Může při něm docházet k doprovodným jevům, např. zemětřesením (Ta jsou však většinou menšího rozsahu, protože mají mělce položené hypocentrum.), tepelné metamorfóze okolních hornin, laharům a povodním, samostatným výronům plynů ve formě fumarol, solfatar či mofet nebo případně dalším projevům spojeným s uvolňováním geotermální energie. 
Vulkanismus je obvykle spojen se vznikem extruzivních magmatických hornin (vulkanitů). Je zároveň také reliéfotvorným procesem, při kterém vznikají nové tvary zemského povrchu jako například sopky a vulkanická pohoří, lávové proudy, příkrovy a kupy, lávová jezera, aj.
Nicméně za určitých podmínek nebo na jiných tělesech sluneční soustavy nemusí být vulkanismus nutně spojen s výstupem roztaveného magmatu. Můžeme se tak setkat s bahenními sopkami, asfaltovými sopkami, nebo sopkami tvořenými směsí vodního ledu a různých solí, tedy projevy kryovulkanismu.

## Výskyt
Projevy vulkanismu na Zemi jsou nejčastěji vázány na okraje litosférických desek (rifty, subdukční zóny) či na místa tzv. hot spot. Nad těmito oblastmi pak vznikají sopky.
Vulkanismus byl pozorován i na jiných planetách než je Země a to například na Marsu, kde se nacházejí obrovské štítové sopky, či na měsíci Io, kde se do dneška nacházejí aktivní sopky. Vulkanismus je spojen také se vznikem terestrických planet a měsíců s pevným povrchem, kdy byl aktivní během rané fáze jejich formování.
S vulkanismem je spojen i ekonomický význam, protože mnoho velmi významných ložisek rudných i nerudných surovin je vázáno na vulkanické oblasti.

## V dějinách Země
V průběhu dějin naší planety se vyskytovala období extrémně silné sopečné aktivity, například v druhohorách - Karnská pluviální epizoda a činnost související se vznikem Dekkánských trapů (před 233 a 67 miliony let resp.) Výrazná vulkanická činnost mohla hrát v dějinách planety Země významnou roli ve vývoji života a biosféry.